# Saint François et quatre de ses miracles
Saint François et quatre de ses miracles  est une peinture  en  tempera et or sur bois attribuée à Giunta Pisano vers 1255-1260 et  conservée à la pinacothèque vaticane.

## Histoire
Le retable est peint quelques années après la canonisation de saint François d'Assise (1228).
D'abord exposé au musée du trésor de la basilique Saint-François d'Assise jusqu'en 1927, le tableau fut restauré en 1964, puis attribué à Giunta Pisano (Vollbach en 1979, Todini en 1989, Bruno Toscano en 1990,  Tartuferi en 1991) et transféré à la pinacothèque vaticane.

## Description
Le panneau central carré représente au centre saint François debout portant le crucifix et la Bible, et affichant ses attributs (tonsure, corde à trois nœuds, et capuche relevée).
Comme tous les miracles attribués à saint François : ils sont posthumes.
Ils ont exposé latéralement de part et d'autre de la figure du saint :
- Guérison de l'enfant au cou tordu
- Guérison du boiteux Bartolomeo da Narni
- Libération de la possédée
- Guérison de l'estropié Niccolò da Foligno

## Style
Le style particulier (format carré mais ici sans pinacle, fond d'or, figure centrale entourée de scènes latérales) est semblable à une autre peinture de Giunta Pisano, le retable de Pise qui lui valut l'attribution, une composition qu'on rapprochera des représentations du Christ en croix, chères au Duecento toscan et du même peintre.